# Kiano Dyer
Kiano Ramone Dyer (Sutton Coldfield, Inglaterra, 21 de noviembre de 2006) es un futbolista británico que juega de centrocampista en el Chelsea F. C. de la Premier League.

## Trayectoria
Nacido en Sutton Coldfield, comenzó su carrera en el West Bromwich Albion F. C., antes de fichar por el Chelsea F. C. en 2021. Ascendió al equipo sub-18 en 2022, y empezó a entrenar con el primer equipo en la temporada 2023-24.
El 12 de diciembre de 2024 debutó con el primer equipo del Chelsea como suplente en la segunda parte del partido de la Liga Conferencia de la UEFA contra el F. K. Astaná en Kazajistán.

## Selección nacional
Ha representado a Inglaterra en las categorías sub-16 y sub-17 y formó parte de la selección que terminó quinta en el Campeonato Europeo Sub-17 de la UEFA 2023.
El 22 de marzo de 2024 debutó con la selección de Inglaterra sub-18 durante la victoria por 2-1 ante la República Checa en la Supercopa sub-18 disputada en el Pinatar Arena.
El 7 de septiembre de 2024 debutó con la selección de Inglaterra sub-19 en el partido contra Croacia (1-1).

## Estadísticas

### Clubes
Actualizado al último partido disputado el 12 de diciembre de 2024.
| Club                     | Div.          | Temporada     | Liga  | Liga  | Liga   | Copas nacionales | Copas nacionales | Copas nacionales | Copas internacionales | Copas internacionales | Copas internacionales | Total | Total | Total  |
| Club                     | Div.          | Temporada     | Part. | Goles | Asist. | Part.            | Goles            | Asist.           | Part.                 | Goles                 | Asist.                | Part. | Goles | Asist. |
| ------------------------ | ------------- | ------------- | ----- | ----- | ------ | ---------------- | ---------------- | ---------------- | --------------------- | --------------------- | --------------------- | ----- | ----- | ------ |
| Chelsea F. C. Inglaterra | 1.ª           | 2024-25       | 0     | 0     | 0      | 0                | 0                | 0                | 1                     | 0                     | 0                     | 1     | 0     | 0      |
| Chelsea F. C. Inglaterra | Total club    | Total club    | 0     | 0     | 0      | 0                | 0                | 0                | 1                     | 0                     | 0                     | 1     | 0     | 0      |
| Total carrera            | Total carrera | Total carrera | 0     | 0     | 0      | 0                | 0                | 0                | 1                     | 0                     | 0                     | 1     | 0     | 0      |